# Diocèse d'Avezzano
 (août 2024).
Si vous disposez d'ouvrages ou d'articles de référence ou si vous connaissez des sites web de qualité traitant du thème abordé ici, merci de compléter l'article en donnant les références utiles à sa vérifiabilité et en les liant à la section « Notes et références ».
Le diocèse d'Avezzano (en latin : dioecesis Marsorum ; en italien : diocesi di Avezzano) est un diocèse de l'Église catholique en Italie, suffragant de l'archidiocèse de L'Aquila et appartenant à la région ecclésiastique d'Abruzzes-Molise.

## Territoire
Le diocèse est dans une partie de la province de L'Aquila, les autres parties de cette province sont dans l'archidiocèse de L'Aquila et les diocèses de Sora-Cassino-Aquino-Pontecorvo et de Sulmona-Valva. Il possède un territoire de 1 700 km2 divisé en 97 paroisses. L'évêché est à Avezzano où est située la cathédrale saint Barthélemy. La cathédrale de Notre-Dame de Grâce de Pescina est cocathédrale depuis le changement de siège en 1924 tandis que l'église Santa Sabina de San Benedetto dei Marsi était la cathédrale jusqu'en 1057.

## Histoire
Selon la tradition, le premier évangélisateur et évêque des Marsi est saint Marc d'Atina (it), disciple de saint Pierre ; Saint Rufin, alors évêque d’Assise, participe activement à l’évangélisation de la région avec son fils Cesidio, fut un autre évêque des premiers siècles dont la mémoire fut léguée . Après Marc et Rufin, la tradition mentionne les évêques Eutyche, Elpide et Vatican mais sans preuve qu'ils aient été évêques de Marsi.
La première mention historiquement fiable d'un Episcopus Marsicanus remonte au milieu du VIe siècle avec l'évêque Giovanni, documentée à deux reprises, sa signature apparaît dans une sentence du pape Vigile contre Théodore de Césarée ; il est également présent à Constantinople avec le même pape lors du deuxième concile de Constantinople et sa signature figure au bas d'un des décrets contre les Trois Chapitres. Au début du VIIe siècle, un prêtre autochtone de Marsica est élu pape sous le nom de Boniface IV.
Sous l'évêque Rottario (seconde moitié du Xe siècle) la ville de Marsia Civitas marsicana aujourd'hui San Benedetto dei Marsi, ancienne capitale de la Marsica, est confirmé comme siège du diocèse de Marsica. Au cours de l'épiscopat de Pandolfo (XIe siècle), du fait de la rivalité entre les comtes des Marsi, l'un d'eux, Attone, crée son propre diocèse basé à Santa Maria in Valle à Carsoli. Le schisme dure jusqu'en 1057, lorsque le synode romain de cette année-là reconnaît Pandolfo comme seul évêque des Marsi ; dans le même temps, Attone est transféré au siège de Chieti et avec la bulle In specula Sanctae du 9 décembre, le pape Étienne IX trace les nouvelles limites du diocèse, qui comprend également la région de Carsoli. Pandolfo rédige l'un des documents historiques les plus importants de l'église de Marsicana, un Exultet pour l'évêque aux moines de Mont-Cassin.
Le 25 février 1115, saint Bérard des Marses obtient du pape Pascal II, par la bulle Sicut iniuxta, la définition des limites du diocèse et des églises soumises à la cathédrale, mettant ainsi fin aux diverses tentatives d'autonomie et d'exemption des églises locales. Les limites du diocèse sont confirmées par le pape Clément III dans une bulle adressé en 1188 à l'évêque Eliano. Pendant la période du grand schisme d'Occident, le diocèse se scinde en deux factions, l'une en faveur des papes de Rome, l'autre partisane des papes d'Avignon ; Giacomo Romano, Gentile Maccafani et Filippo sont évêques d'obédience romaine ; les évêques Pietro Albertini et Giuliano Tomasi sont l'obédience avignonaise.
En 1580, à l'époque de Matteo Colli, avec la bulle In suprema dignitatis du pape Grégoire XIII, la cathédrale et le siège de l'évêque sont transférés à Pescina, dans l'église Notre-Dame de Grâce. La création du séminaire diocésain, de l'évêché et la fin de la reconstruction de la cathédrale sont dues au même évêque. Au début du XVIe siècle, l'évêque Bartolomeo Peretti consacre la cathédrale et organise le deuxième synode diocésain ; le premier est célébré par Giambattista Milanese à son retour du concile de Trente. L’évêque Diego Petra (1664-1680) publie à titre posthume l’Historiae Marsorum libri tres de l’abbé Muzio Febonio, le premier ouvrage historique sur les origines et les évêques du diocèse de Marsi. Au XVIIIe siècle, l'évêque Benedetto Mattei (1760-1776) déplace son siège de Pescina à Celano en raison du mauvais état de son palais épiscopal, ce qui ravive les querelles entre le clergé des deux villes qui avait eu lieu pendant le Moyen Âge et jusqu'à la fin du XVIe siècle.
Après la reconstruction de la région à la suite du grand tremblement de terre de 1915, l'évêché est provisoirement établi dans le palais ducal de Tagliacozzo. Le 16 janvier 1924, par la bulle Quo aptius du pape Pie XI, l'évêché est officiellement transféré de Pescina à Avezzano avec l'église saint Barthélemy comme nouvelle cathédrale tandis que la précédente reçoit le titre de cocathédrale et celui de basilique en 2016. Mgr Pio Marcello Bagnoli joue un rôle important dans la reconstruction matérielle et morale du diocèse après le tremblement de terre.
Le diocèse, immédiatement soumis au Saint-Siège depuis le Moyen Âge, est agrégé le 15 août 1972 à la nouvelle province ecclésiastique de l'archidiocèse de L'Aquila et devient son diocèse suffragant. Le 30 septembre 1986, en vertu du décret Cum procedere de la congrégation pour les évêques, le diocèse prend son nom actuel tout en conservant le nom latin de Dioecesis Marsorum.

## Sources
- http://www.catholic-hierarchy.org